# Hoodia
Genre
Classification phylogénétique
Hoodia est un genre de plante à fleurs la famille des Apocynacées. Il fait partie des genres qui formaient précédemment la famille des Asclépiadacées. Il comprend une douzaine d'espèces.
Les plantes présentent des tiges succulentes qui peuvent atteindre un mètre de haut. Elles forment en général des touffes de tiges cactiformes succulentes et épineuses sur lesquelles se développent de grandes fleurs en forme de soucoupes de couleur rose ou brun-chair selon les espèces.
Ce sont des plantes typiques du désert de Namibie et on les retrouve de la Namibie centrale au sud de l'Angola dans les plaines et les zones rocheuses. Ce sont aujourd'hui des plantes protégées.
Elles sont connues comme "Bushman's Hat" ou "Queen of the Namib". Les Bushmen appellent ces plantes Xshoba.

## Utilisation médicale
Hoodia gordonii est connu pour être un coupe-faim naturel. C'est une plante convoitée par certains laboratoires pharmaceutiques, qui aimeraient breveter son utilisation mais les autorités locales tentent d'éviter tout acte de biopiraterie.
Dans l'Union européenne, cette plante est considérée comme un nouvel aliment au sens du règlement (CE) no 258/97 relatif aux nouveaux aliments et nouveaux ingrédients alimentaires. Elle doit faire l'objet d'une autorisation avant de pouvoir être mise sur le marché. Aucune autorisation n'ayant été délivrée, elle ne peut pas être commercialisée en tant que denrée alimentaire ni en tant que complément alimentaire.

## Principales espèces
- Hoodia alstonii (N.E.Br.) Plowes originaire de Namibie et d'Afrique du Sud
- Hoodia currorii
  - Hoodia currorii (Hook.) Decne. subsp. currorii originaire de Namibie
  - Hoodia currorii (Hook.) Decne. subsp. lugardii (N.E.Br.) Bruyns originaire du Botswana, d'Afrique du Sud et du Zimbabwe ?
- Hoodia dregei N.E.Br. originaire d'Afrique du Sud
- Hoodia flava (N.E.Br.) Plowes originaire de Namibie et d'Afrique du Sud
- hoodia gordonii (Masson) Sweet ex Decne. Namibie et Afrique du Sud
- Hoodia juttae Dinter Namibie
- Hoodia officinalis
  - Hoodia officinalis (N.E.Br.) Plowes subsp. delaetiana (Dinter) Bruyns Namibie
  - Hoodia officinalis (N.E.Br.) Plowes subsp. officinalis Namibie et Afrique du Sud
- Hoodia parviflora N.E. Br Namibie
- Hoodia pedicellata (Schinz) Plowes Namibie
- Hoodia pilifera
  - Hoodia pilifera (L.f.) Plowes subsp. annulata (N.E.Br.) Bruyns originaire d'Afrique du Sud
  - Hoodia pilifera (L.f.) Plowes subsp. pilifera originaire d'Afrique du Sud
  - Hoodia pilifera (L.f.) Plowes subsp. pillansii (N.E.Br.) Bruyns originaire d'Afrique du Sud
- Hoodia ruschii Dinter - queen of the Namib, originaire de Namibie
- Hoodia triebneri (Nel) Bruyns originaire de Namibie